# 国道13号線 (モロッコ)
国道13号線（こくどう13ごうせん、アラビア語: الطريق الوطنية 13、フランス語: Route nationale 13、N13）は、モロッコのフニデクからタオスに至る、総距離684キロメートル (km) の一般道路である。